# هيكل الجيش الإسرائيلي
يختلف هيكل الجيش الإسرائيلي عن معظم القوات المسلحة في العالم بعدة طرق. وتشمل هذه الأهداف التكامل الوثيق بين القوات الجوية والبرية والبحرية وتجنيد النساء. عمل الجيش الإسرائيلي منذ تأسيسه على التكيف مع الوضع الأمني الذي تعيشه إسرائيل. يعد الجيش الإسرائيلي أحد أبرز مؤسسات مجتمع إسرائيل، ويؤثر على اقتصادها وثقافتها ومشهدها السياسي. أقام الجيش الإسرائيلي علاقات عسكرية وثيقة مع الجيش الأمريكي بعد عام 1967، بما في ذلك التطوير والتعاون، مثل ما حدث في طائرة إف-15 ، ونظام الدفاع الصاروخي آرو.

## القوات المسلحة

### القوات الجوية
- القوات الجوية الإسرائيلية
- قيادة الدفاع الجوي الإسرائيلي
- وحدة شالداغ

### القوات البرية
- مقر قيادة الجيش
  - القوات البرية
    - سلاح المدرعات
    - سلاح المدفعية
    - سلاح الهندسة القتالية
    - سلاح المشاة
    - الاستخبارات القتالية

### القوات البحرية
- الأكاديمية البحرية
- البحرية الإسرائيلية
- شييطت 13

### خدمة الكمبيوتر
- فيلق سي 4 آي

### التكنولوجيا واللوجستيات
- الهيئة الطبية
- سلاح التكنولوجيا والصيانة
- هيئة الخدمات اللوجستية

### الاستخبارات العسكرية
- مديرية الإستخبارات العسكرية

## قوة الشرطة
- شرطة اسرائيل
- شرطة الحدود
- مصلحة السجون
- وزارة الأمن العام
- وحدة ياماس

## الصناعات العسكرية
- الملاحة الجوية المحدودة الإسرائيلية
- صناعات السيارات المحدودة الإسرائيلية
- أنظمة إلبيط
- شركة صناعات الفضاء الإسرائيلية
- مصنع الجيش الإسرائيلي
- أحواض بناء السفن الإسرائيلية
- صناعات السلاح الإسرائيلية
- أنظمة رافائيل الدفاعية المتقدمة

## روابط خارجية
- قوات الدفاع الإسرائيلية